# Shorter (Alabama)
Shorter è un comune degli Stati Uniti d'America situato nella contea di Macon dello Stato dell'Alabama.